# Carl Irminger
Carl Ludvig Christian Irminger, född 3 april 1802 i Holsten, död 7 februari 1888 i Köpenhamn, var en dansk sjöofficer. Han var far till Otto Frederik Heinrich Irminger och bror till Johan Heinrich Georg Irminger.

## Biografi
Irminger blev sjöofficer 1822, avancerade efterhand till konteramiral (1865) och tog avsked 1872. År 1880 fick han viceamirals grad. Redan som ung officer utmärkte han sig genom att han 1825 erövrade ett sjörövarskepp i Västindien; senare (1831) räddade han som befälhavare för en kanonbarkass på Elbe en grundstött skonerts besättning från döden i en våldsam storm. Åren 1847–1848 var han befälhavare för briggen "Ørnen" under en färd till Guinea, där han under ett folkuppror återställde lugnet.
År 1832 anställdes han som lärare i sjömanskap för kronprins Fredrik, vars vänskap och förtrolighet han snabbt vann. Irminger genomförde åtskilliga sjöresor tillsammans kronprinsen och efter tronskiftet 1848 utnämndes han till generaladjutant och befälhavare på kungens eget fartyg (jagtkaptajn), varigenom han fick ett stort inflytande på Marinebestyrelsen. År 1850 var han en kort tid marinminister ad interim. 
Han hade även stort vetenskapligt intresse och gjorde sig känd för sina utmärkta avhandlingar om havsströmmarna vid bland annat Island och i Lilla Bält. Han var en av stiftarna av Det kongelige geografiske selskab samt medlem av Royal Geographical Society i London. År 1863 reste han till Wien och Berlin för att notificera Kristian IX:s trontillträde.

## Utmärkelser
- Dannebrogsmännens hederstecken,  1840[2]
- Storkors av Dannebrogorden,  1866[2]

[Redigera Wikidata]